# Felon
Felon (Duits: Fellung) is een gemeente in het Franse departement Territoire de Belfort in de regio Bourgogne-Franche-Comté en maakt deel uit van het arrondissement Belfort. De gemeente telde 228 inwoners op 1 januari 2022.

## Geschiedenis
De gemeente maakte voor 2015 deel uit van het kanton Rougemont-le-Château. Toen het kanton op 22 maart 2015 werd opgeheven werd de gemeenten ervan opgenomen in het kanton Giromagny.

## Geografie
De oppervlakte van Felon bedraagt 4,11 vierkante kilometer; Op 1 januari 2022 was de bevolkingsdichtheid 55,5 inwoners per km².
De onderstaande kaart toont de ligging van Felon met de belangrijkste infrastructuur en aangrenzende gemeenten.

## Demografie
Onderstaande figuur toont het verloop van het inwonertal.
Anjoutey · Auxelles-Bas · Auxelles-Haut · Bourg-sous-Châtelet · Chaux · Étueffont · Felon · Giromagny · Grosmagny · Lachapelle-sous-Chaux · Lachapelle-sous-Rougemont · Lamadeleine-Val-des-Anges · Leval · Lepuix · Petitefontaine · Petitmagny · Riervescemont · Romagny-sous-Rougemont · Rougegoutte · Rougemont-le-Château · Saint-Germain-le-Châtelet · Vescemont